# Трудов договор
Трудовият договор при наемане на работа и в работодателските отношения е вид договор, по силата на който правно възниква трудовото правоотношение между работодател и наето на работа лице. Това е индивидуален трудов договор, освен ако не се отнася до група от работници, когато се прилага (исторически) групов трудов договор. Чрез трудовият договор се описват условията и видът на работа, извършван от работещия, неговото възнаграждение и други. 
Договорът задължава работодателят да предостави работно място за работещия, а работещият, като нает на работа да извършва необходимата работа, или според социалистическото законодателство „предоставя своята работна сила“ за определения от трудовия договор период при спазването на правилата на труда на фабриката, организацията и т.н., както и съответната трудова дисциплина. Задължение на работодателя е да осигурява работното място на работещия или ако има възпрепятстваност за достъп до него, да го прехвърли на друго аналогично, това също така включва, особено при опасни трудови дейности, безопасни условия за самия работник, при които да не се рискува здравето на работещия, за изпълнението на поставените за групата от работещи задачи, както и заплащане на предварително договореното „трудово възнаграждение“ или заплата (надница). 

## Особености и прецеденти
Важно е да се отбележи, че трудовият договор най-често има срок, който се прекъсва, ако не е продължен, тоест той не се продължава автоматично, а за продължаването му работещият трябва да уведоми работодателя или работодателят да подготви нов трудов договор.
Освен заплатата е важно и работното мястото, защото „вкъщи“ не е работно място за повечето професии, освен правенето на мартеници например. Тоест работното място означава отделено индивидуално или групово пространство където работещият или работещите да извършват своята дейност с предвидените за това инструменти или ако е необходимо, техника. 
Трудовият договор има срок, който е ясно изразен в договора, и това е от значение, тъй като много американски и великобритански работодатели изискват извършване на работа от работещия, дори и да е високо квалициран, и след изтичане на срока на договора или дори много след изтичане на договора.
Също така важна особеност на трудовия договор са страните, между които се подписва. Този договор не може да е валиден, ако фирмата се преструктурира изцяло, смени своето седалище, дейност. Когато има промени в характера на фирмата работодател като юридическо лице, договорът като такъв е невалиден или прекратен автоматично, а за новата фирма е необходим нов договор, но само ако има съгласие от страна на работещия да продължи в тази нова фирма. 

## Особености
Според действащото в България законодателство трудовият договор има специфични юридически особености, които са регламентирани в Кодекса на труда (КТ) и приложимите към него нормативни актове.
Според Кодекса на труда трудовият договор винаги е:
- двустранен – сключва се винаги между 2 страни: работодател и работник (наето лице)[1];
- включва платена работа или възмездност на работата – в него трябва да се посочи размерът на трудовото възнаграждение[2];
- комутативен – и работникът, и работодателят знаят своите права и задължения [3];
- консенсуален – сключва се при постигане на съгласие между 2-те страни по договора, а не със започването на неговото изпълнение[4];
- формален – сключва се задължително в писмена форма[5];
- главен – сключването му не се обуславя от каквито и да било предшестващи отношения.

Някои видове договори, особено тези които са за държавна работа, могат да имат неопределен срок на договора. 

## Проблеми на трудовото законодателство
Един от проблемите на трудовото законодателство е, че възприема продължително правоотношенията между чуждестранен работодател (особено американски и английски) и местен работещ за идеални, безпроблемни, и дори не като обект на трудовото законодателство (като идеални), като не съблюдава правата на работещите, като отказва да отбележи особените начини, по които това законодателство се интерпретира от по-опитните чуждестранни работодатели, които не съблюдават законодателството и в собствените си страни, което води до специфични резултати като продължителна „вирусна пандемия“.
Това се отнася особено до срок на договора, както и „тестовите периоди“, които според тези работодатели стават повод за „чуждестранно оценяване“ и особено „негативно оценяване“ и принуждаване на работещия да продължи работата си за тях дори и след прекратяване на договора.